# Józef Konopka

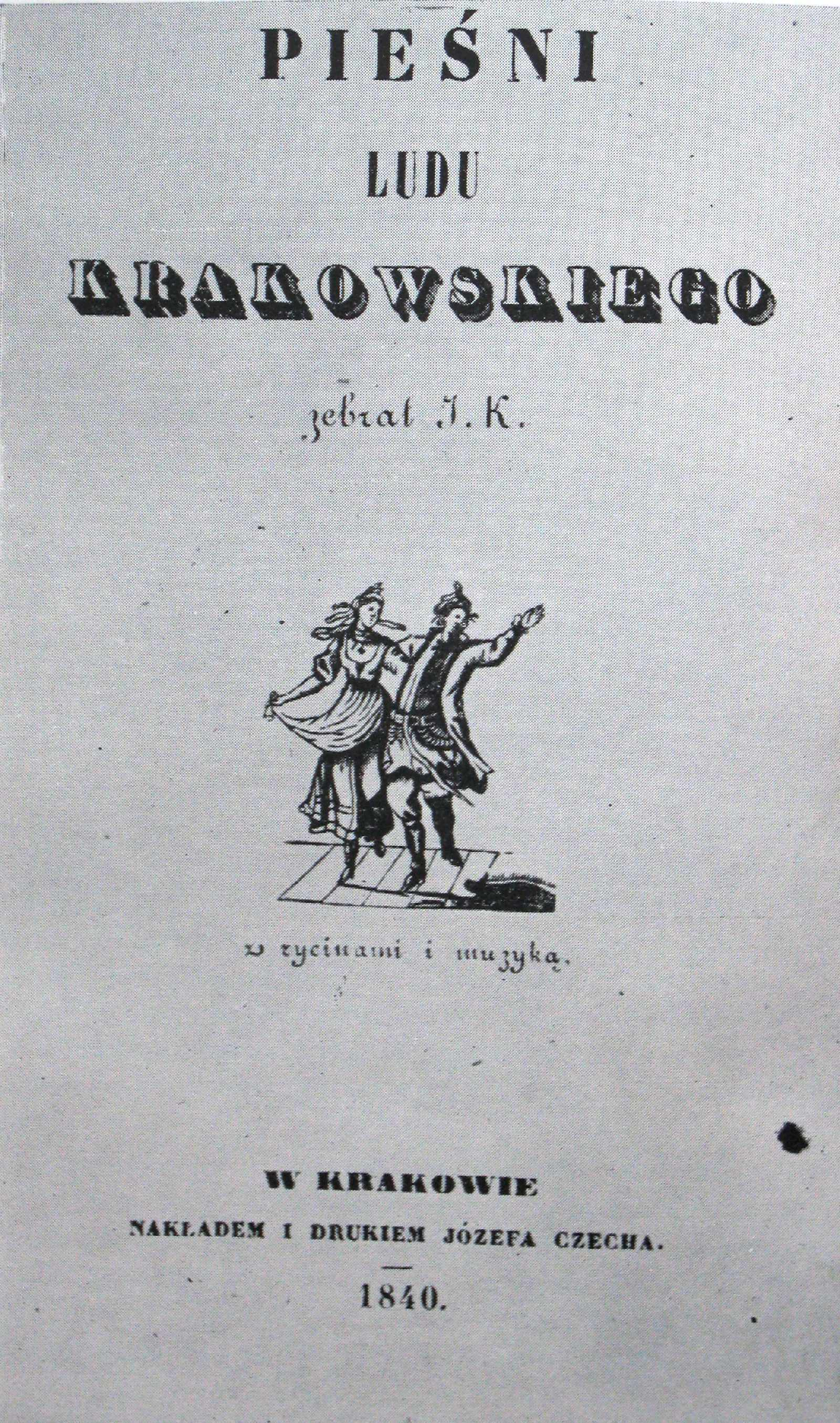
Pieśni ludu krakowskiego. Karta tytułowa

Józef Adam Konopka herbu Nowina (ur. 30 kwietnia 1818 w Modlnicy Wielkiej pod Krakowem, zm. 22 czerwca 1880 w Mogilanach) – ziemianin i etnograf, prawnik, poseł na Sejm Ustawodawczy w Kromieryżu i do Sejmu Krajowego Galicji

## Życiorys
Ukończył gimnazjum Św. Anny i liceum Św. Barbary w Krakowie. Studiował na wydziale filozoficznym (1833-1835) i prawa (1835-1841) Uniwersytetu Jagiellońskiego. W okresie studiów prawniczych był praktykantem w Prokuratorii Sądu Najwyższego Rzeczypospolitej Krakowskiej.
Ziemianin, był właścicielem od 1843 wsi Mogilany pod Krakowem i od 1847 Głogoczów pod Myślenicami. Dbał o rozwój posiadanych dóbr. Przeniósł założoną w 1849 przez starszego brata Juliana w Modlnicy, jedną z pierwszych fabryk maszyn i narzędzi rolniczych do Mogilan i z powodzeniem ją prowadził do 1873 roku. Wznowił także jarmarki w Mogilanach. Członek i działacz Galicyjskiego Towarzystwa Gospodarskiego, Galicyjskiego Towarzystwa Kredytowego Ziemskiego, a także Krakowskiego Towarzystwa Rolniczego. Z ramienia tego ostatniego był współorganizatorem a później kuratorem szkoły rolniczej (1860-1880) w Czernichowie. Prowadził także badania nad szkodnikami zbóż czego rezultatem były wydane przez niego dwie broszury na ten temat (zob. niżej), a także liczne artykuły w fachowych pismach rolniczych, m.in. w „Tygodniku Rolniczym Krakowskim”. Był także współpracownikiem „Encyklopedii Rolnictwa”. Przyjaźnił się z Oskarem Kolbergiem, który u niego mieszkał i z którym podzielał etnograficzne pasje. Zasłużył się jako zbieracz okolicznych pieśni i przysłów ludowych, oraz historii pasterstwa w Tatrach. Był autorem publikacji z tej tematyki, a także monografii Mogilan (zob. niżej).
W czasie rzezi galicyjskiej przebywał z żoną w Wiedniu. Aktywny politycznie w okresie Wiosny Ludów. Poseł do Sejmu Konstytucyjnego w Wiedniu i Kromieryżu (10 lipca 1848 – 7 marca 1849), wybrany 19 czerwca 1848 w galicyjskim okręgu wyborczym Skawina. W parlamencie należał do „Stowarzyszenia” skupiającego demokratycznych posłów polskich.
W 1877 został wybrany posłem Sejmu Krajowego Galicji IV kadencji (1877-1879) z I kurii obwodu krakowskiego, zrezygnował jednak z tej funkcji po niespełna 2 latach i 3 kwietnia 1879 został na jego miejsce wybrany Józef Michałowski Zmarł nagle na atak serca. Na pogrzebie przemawiał Oskar Kolberg przytaczając słowa Józefa Konopki Pracuj tak jakby praca twa miała trwać na wieki. Żyj tak jakbyś umierać miał jutro. Służ krajowi nie licząc na wdzięczność i uznanie

### Prace Józefa Konopki
- Pieśni ludu krakowskiego, Kraków 1840
- O owadach szkodliwych zasiewom, a w szczególności o niezmiarze, Kraków 1867
- Wyciąg ze sprawozdań o szkodach przez owady w r. 1870 zrządzonych (odb. ze „Sprawozdania Komisji Fizjograficznej”), Kraków 1870
- Wieś Mogilany, Kraków 1885

## Rodzina i życie prywatne
Urodził się w rodzinie ziemiańskiej. Był synem Tadeusza (1788-1864) i Antoniny z Padlewskich. Miał brata Juliana. Ożenił się w 1843 ze swoją stryjeczną siostrą Stefanią (zm. 1907), która w posagu wniosła wieś Mogilany. Z uwagi na zbyt bliskie pokrewieństwo na ślub udzielił dyspensy papież Grzegorz XVI. Mieli dzieci: czterech synów (Tadeusz, Adam, Stefan i Stanisław) i pięć córek (Anna, Józefa, Maria, Michalina, Klementyna).